# Dekanat lipnowski
Dekanat lipnowski – jeden z 33 dekanatów rzymskokatolickiej diecezji włocławskiej.
W skład dekanatu wchodzą następujące parafie:
| Lp | Miejscowość / parafia                 | Proboszcz / administrator    | Zdjęcie |
| -- | ------------------------------------- | ---------------------------- | ------- |
| 1  | Lipno Wniebowzięcia NMP               | ks. kan. Mirosław Korytowski |         |
| 2  | Lipno bł. Michała Kozala              | ks. Rafał Zieliński          |         |
| 3  | Brzeźno Matki Boskiej Częstochowskiej | ks. Jacek Kopczyński         |         |
| 4  | Czarne św. Michała Archanioła         | ks. Henryk Stanisław Wysocki |         |
| 5  | Karnkowo św. Jadwigi Śląskiej         | ks. Zbigniew Popławski       |         |
| 6  | Kikół św. Wojciecha BM                | ks. kan. Marek Mrówczyński   |         |
| 7  | Ostrowite św. Mateusza Apostoła       | ks. Dariusz Puszkiewicz      |         |

Dziekan dekanatu lipnowskiego
- ks. kan. Mirosław Korytowski- proboszcz parafii Wniebowzięcia NMP w Lipnie

Wicedziekan
- ks. dr Rafał Zieliński - proboszcz parafii bł. Michała Kozala w Lipnie